# Джейсън Нюстед
Джейсън Къртис Нюстед (на английски: Jason Curtis Newsted) е американски бас китарист, роден на 4 март 1963 година в Батъл Крийк, Мичиган (САЩ). Нюстед е бивш басист на американската метъл група Металика, където заема мястото на трагично загиналия Клиф Бъртън през 1986. Понастоящем е член на новата си група Newsted. Джейсън Нюстед живее в Уолнът Крийк, щата Калифорния.

## Биография
Джейсън Нюстед открива рок музиката за себе си след като си купува и изслушва албум на американската група Kiss. Джейсън се превръща в голям фен на групата и на басиста Джийн Симънс и решава да се пробва на бас китарата. Не след дълго се мести във Феникс, Аризона и през 1983 година основава първата си група, наречена Flotsam and Jetsam, която се радва на сравнително успешно сценично присъствие в музикалния ъндърграунд, a Нюстед написва повечето от текстовета на групата. Издаден е и първият официален албум Doomsday for the Deceiver. По това време на метъл сцената се появява нова група, която преобръща тогавашните представи за метъл музика. Тази група се нарича Металика и Нюстед се присъединява към все повече нарастващия брой фенове.
През 1986 година, малко след като басистът на Металика Клиф Бъртън загива в автомобилна катастрофа, на Нюстед е предложено от Джеймс Хетфийлд и Ларс Улрих да заеме неговото място. Джейсън веднага приема, но началото не е никак лесно, тъй като останалите членове все още се намират в траур и афект след смъртта на Бъртън. На Нюстед е лепнат прякора Нюкид.
През 1987 г. Металика записва първите песни с участието на Джейсън Нюстед – пет кавър версии, издадени още същата година в албума "Garage Days Re-Revisited„.
Официалния си дебют за групата Нюстед осъщесвява в четвъртия студиен албум ...And Justice For All през 1988, който е определян от много критици като най-амбициозния проект, записван някога от Металика, но според някои има лошо миксиране на записите, при което бас китарата е заглушена. За сметка на това се получава нов, оригинален саунд и звучене, непознати дотогава в твърдата музика.
Нюстед прекарва 15 години като басист на Металика, взимайки участие в шест официални албума, но никога не бива напълно приеман от останалите членове. През 2001 г. неочаквано обявява, че напуска групата. Повод за това е, че Джеймс Хетфийлд е против това, Джейсън да участва в странични музикални проекти.
В изявление на групата от 17 януари 2001 г. Нюстед обясни причините за напускането си: „Поради лични причини, физически загуби, които си причиних през всичките тези години, докато свирих музиката, която обичам, аз трябва да се оттегля. Това е най-трудното решение в моя живот, взето за доброто на моето семейство, мен самият, и бъдещият растеж на Металика. Аз обикнах тази музика още повече, благодарение на моите събратя Ларс, Джеймс, и Кърк, и всички мои приятели, както и феновете, които направиха тези години незабравими.“
Ето какво каза Джеймс Хетфийлд: „Да свириш с някой, който има такава страст за музиката винаги е било голямо вдъхновение. На сцената всяка вечер, той бе двигателят на групата, феновете и вида ни... Нашата връзка никога няма да се прекъсне....“
Коментарът на Ларс Улрих бе: „Ние се разделяме с Джейсън с повече любов, повече уважение и разбиране отколкото с всеки друг, който преди е бил свързан по някакъв начин свързан с Металика...“
А Кърк Хамет просто добави: „Джейсън е наш брат. Той ще ни липсва“
Цели 15 години кръстосва с гигантите по света, записва албуми, изживява с тях моментите на най-голямата слава, достигана в метъла. След което, запален по солов проект, влиза в конфликт с останалите в групата и напуска така внезапно, както е дошъл. Слязъл от музикалния Олимп, той преминава на по-скромни позиции, участвайки епизодично в различни еднократни проекти, реалити шоу, както и записвайки няколко албума с канадците от VOIVOD. 
2001 Джейсън напуска Металика и се присъединява към Ехобрейн (Echobrain), а през 2002 към Voivod. Паралелно с това взима участие в няколко странични проекта, а през 2003 е поканен от Ози Озбърн да се присъедини за концертните изяви на Озфест, заемайки мястото на напусналия в посока Металика басист Робърт Трухильо.
В края на 2011 г. Джейсън Нюстед взема участие в честванията по случай 30-годишнината от създаването на Металика. Толкова се въодушевява от изпълненията на няколко песни на сцена заедно с Металика, че решава да сформира своя собствена група. През октомври 2012 г. Нюстед сформира своя собствена група наречена на самия него – Newsted, като на 8 януари 2013 г. издава Метъл EP, а на 6 август 2013 г. излиза първия албум на групата с името Heavy Metal Music.
На 15 септември 2014 г. Джейсън Нюстед закрива всичките си профили в социалните мрежи.

## Дискография
| - 1987: Garage Days Re-Revisited (EP) (Elektra Records) - 1988: ...And Justice for All (Elektra Records) - 1991: Metallica (Elektra Records) - 1993: Live Shit: Binge & Purge (Elektra Records) - 1996: Load (Elektra Records) - 1997: Reload (Elektra Records) - 1998: Garage Inc. (Elektra Records) - 1999: S&M (Elektra Records) - 1986: Doomsday for the Deceiver (Metal Blade Records) - 1988: No Place for Disgrace (Elektra Records) - 2013: Метъл EP (Chophouse Records) - 2013: Heavy Metal Music (Chophouse Records) | - 2002: Echobrain - 2002: Strange Enjoyment (EP) - 2003: Voivod (Chophouse Records) - 2006: Katorz (Nuclear Blast) - 2009: Infini (Relapse Records) |